# Patty Berg
Patricia Jane "Patty" Berg, född 13 februari 1918 i Minneapolis, Minnesota, död 10 september 2006 i Fort Myers, Florida, var en amerikansk golfspelare som dominerade LPGA-touren på 1940-, 1950- och 1960-talet.
Hon slog igenom 1935 då hon kom på andra plats i U.S. Women's Amateur efter Glenna Collett Vare i Vares sista Amateurseger. Berg nådde finalen 1937 och vann Amateur 1938. Berg, som var en av grundarna av LPGA, vann 41 tävlingar på LPGA- och WPGA-touren och kom tvåa i 1957 års US Open. Hon kom tvåa i LPGA Championship 1956 och 1959. Hon vann Womens Western Open sju gånger och Titleholders Championship sju gånger. Båda tävlingarna betraktades på den tiden som majors. Hennes sista seger kom 1962.
Associated Press utsåg henne till Årets idrottskvinna 1938, 1942 och 1955. Patty Berg har plats nummer 1 i LPGA Hall of Fame. 1978 fick hon en utmärkelse knuten till sitt namn, Patty Berg Award, en utmärkelse som hon själv mottog 1990.

## Proffssegrar
- 1941 Western Open, North Carolina Open, New York Invitational
- 1943 Western Open, All-American Open
- 1945 All-American Open
- 1946 Northern California Open, Northern California Medal Tournament, Pebble Beach Open, U.S. Womens Open
- 1947 Northern California Open, Pebble Beach Open, Northern California Medal Tournament
- 1948 Titleholders Championship, Western Open, Hardscrabble Open
- 1949 Tampa Open, Texas PGA Championship, Hardscrabble Open
- 1950 Eastern Open, Sunset Hills Open, Hardscrabble Womens Invitational
- 1951 Sandhills Womens Open, Pebble Beach Weathervane, New York Weathervane, Womens Western Open, 144-hole Weathervane
- 1952 New Orleans Womens Open, Richmond Open, New York Weathervane
- 1953 Jacksonville Open, Titleholders Championship, New Orleans Womens Open, Phoenix Weathervane (tied with Louise Suggs), Reno Open, All-American Tom OShanter, World Championship
- 1954 Triangle Round Robin Invitational, World Championship, Ardmore Open
- 1955 St. Petersburg Open, Titleholders Championship, Western Open, Clock Open, World Championship, All-American Open
- 1956 Dallas Open, Arkansas Open
- 1957 Havana Open, Titleholders Championship, Western Open, All-American Open, World Championship
- 1958 Western Open, American Womens Open
- 1960 American Womens Open
- 1962 Muskogee Civitan Open

Majors visas i fet stil.

## Majorsegrar som amatör
- 1937 Titleholders Championship
- 1938 Titleholders Championship
- 1939 Titleholders Championship

## Inofficiella segrar
- 1944 Pro-Lady Victory National (med Johnny Revolta)
- 1950 Orlando Two-Ball (med Earl Stewart)
- 1954 Orlando Two-Ball (med Pete Cooper)

## Utmärkelser
- 1974 World Golf Hall of Fame
- 1953 Vare Trophy
- 1955 Vare Trophy
- 1956 Vare Trophy
- 1990 Patty Berg Award
- 2000 Commissioners Award